# 楊金海 (1932年)
楊金海（1932年7月11日—2021年），台灣高雄茄萣人。台灣白色恐怖受難者，台灣獨立運動參與者。曾任高雄縣油品商業同會公會會長、鳳山國際青年商會會長、鳳山市三民里及新興里長，因參與郭雨新的組黨運動而遭國民黨逮補入獄。解嚴後曾任國大代表、總統府國策顧問。

## 生平
楊金海於昭和七年（1932年）出生於今高雄市茄萣區，年輕時目睹了二戰。1945年搬到高雄市大港埔。二二八事件發生時，楊金海由於身為報童有通行證，目睹了彭孟緝的武裝部隊掃射市政府群眾，並對跳入愛河的人民開槍。:244了解國民黨政權的腐敗與不公。在擔任鳳山市三民里及新興里長時，即利用里民請託陳情案件時，向里民揭發國民黨的霸權統治及蔣介石神化獨裁的真相。:82
1969年，楊金海當選高雄縣商業第十屆理事長時，國民黨高雄縣黨部曾欲說服楊金海加入國民黨，遭楊氏嚴拒。隨後國民黨利用商會總幹事將其偷偷入國民黨籍，引起楊金海發表抗議聲明。得罪了國民黨。:83
1972年，楊金海前往日本經商期間，經由日籍友人高橋豐的介紹，認識了台灣獨立聯盟日本本部中央委員黃有仁（即黃昭堂），兩人經過深入交談後，頗有相見恨晚之感。楊金海在返台之前，獲得獨盟邀請加入台獨聯盟，成為島內工作人員，將《獨立台灣》單張、陳隆志的《台灣獨立與建國》及封面改裝的《台灣青年》帶回台灣。:256
楊金海也積極投入民主運動，為余登發、郭國基、郭雨新、余陳月瑛等人助選，在參與助選過程中，楊金海深感國民黨的買票、作票卑劣行徑。:61
在郭雨新遭中國國民黨做票而落選後，郭雨新籌組反對黨，楊金海也加入籌組新黨，任南部地區負責人。:83

## 被捕
1976年5月，楊金海將余登發、謝掙強、黃振三等南部發起人名單送給台北的顏明聖交給郭雨新後一週後，:62與顏明聖遭調查局逮捕。
楊金海遭警備總部以「意圖顛覆政府」罪名逮捕後，在獄中歷經酷刑。包括雙腳銬住，再以手腳連鎖，任憑五、六個辦案人員腳掌歐踢、雙手銬緊，以長針刺入指甲穴中、另強食自己被毆打吐出的痰及鼻涕等穢物、強灌辣椒水、以電話接電，用電線捆住大拇指，搖動電話通電刑求。:62逼迫楊金海承認意圖於1976年1月到中島變電所以賞花為名，實則勘查地形，意圖破壞電力推翻政府。:62
楊金海入獄時即受到台獨聯盟的聲援，並提供消息給AI德國分部。:254
1976年6月，楊金海以懲治叛亂條例第二條第一項起訴，原遭判處死刑，經美國國會議員及AI德國分部聲援營救。7月28日，被判處無期徒刑，顏明聖判刑十二年。:62-63在獄中歷經21種酷刑，不斷絕食導致胃部大量出血。由於他曾遭受殘酷刑求，在監禁期間又多次進行絕食抗議，以致十二指腸潰瘍的痼疾復發，竟至造成嚴重出血，經過一再申請，才在1982年8月16日被送至台東的陸軍八三二醫院急救，病情稍微穩定的時候，他就在11月8日從戒護病房脫逃。

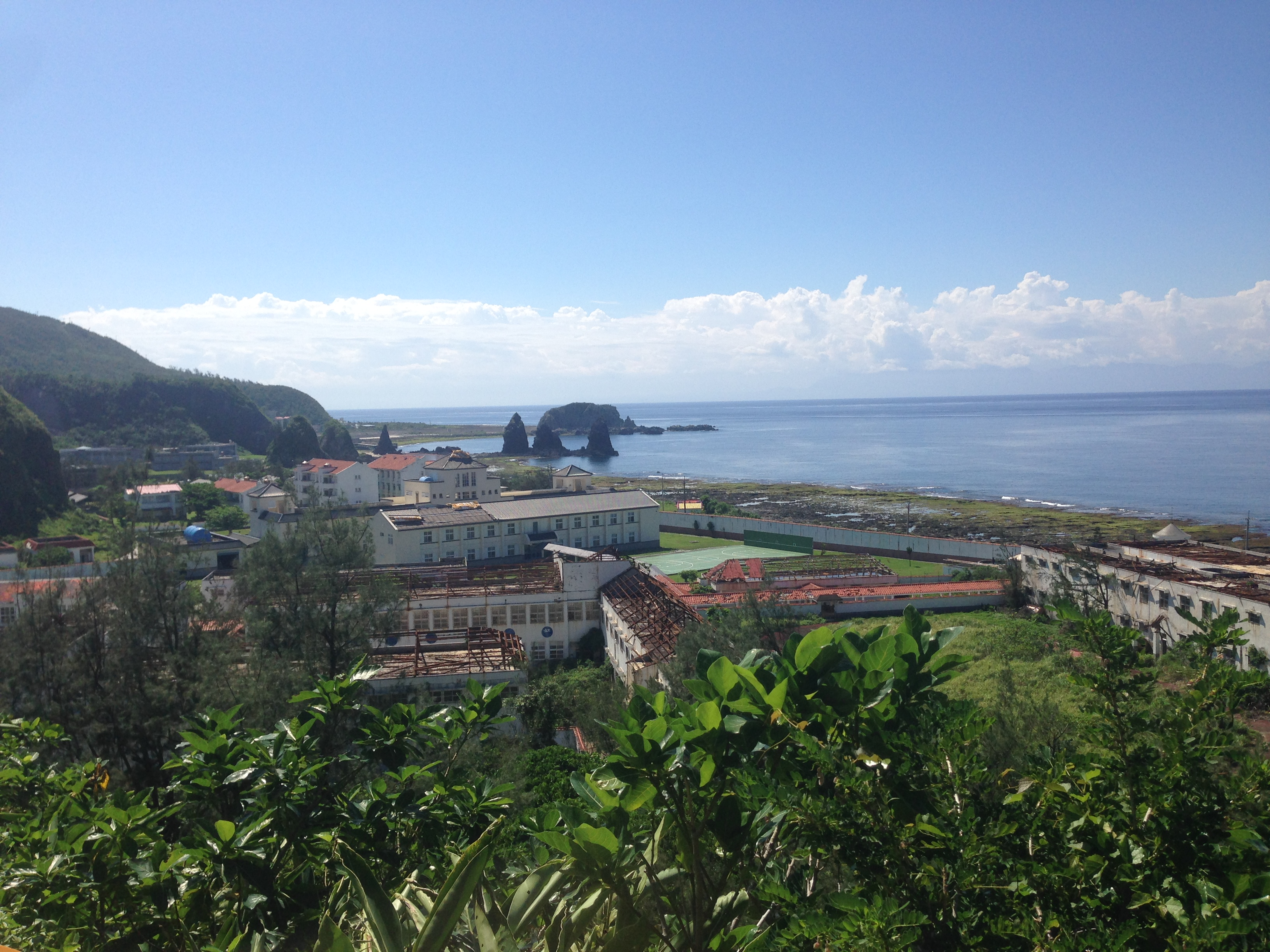
從高處遠望綠島人權文化園區。

1983年1月16日，楊金海在高雄火車站附近一輛發動準備開往台北的野雞車上被捕。回籠後的楊金海成為國際特赦組織重點救援的對象。直到1987年3月，楊金海獲得保釋在外就醫。:85

## 保外就醫後
保外就醫後，楊金海加入台灣政治受難者聯誼總會，出任執行委員。在會長魏廷朝、副會長柯旗化辭職後，楊金海被選為召集人，代理會長職務。:64
由於台灣政治受難者聯誼總會將「台灣應該獨立」列入組織章程。受到當局打壓，高檢署揚言要嚴辦。但最後僅對許曹德及蔡有全發出傳票，即為許、蔡台獨案。楊金海加入聲援許、蔡台獨案。:86
後來楊金海曾任台灣人權促進會高雄分會權行委員、民進黨高雄縣黨部執行委員及第二屆主任委員等職。1990年參與創立台灣新國家聯盟，出任副主席。1991年10月20日，參與成立台獨聯盟臺灣本部，任大會主席，被選為中央委員召集人。為獨盟遷台後的發展繼續與國民黨鬥爭。:65
1996年楊金海角逐第三屆國大代表選舉，於高雄縣鳳山區參選，以最高票當選。卸任後獲陳水扁總統聘為總統府國策顧問。
2021年底，楊金海逝世。

## 家庭
- 1980年3月14日（林宅血案二週後），他擔任英籍環球郵輪船長的哥哥楊清化在香港的公司中被三個闖入者經綑綁後砍斷腳動脈流血過多而亡。香港的目擊者說，聽口音是台灣去的，他們第一次先進去勘查現場，第二次才進去殺人，其手法和林家祖孫慘死的刀法非常雷同。[5][6]

- 楊金海女控 曾遭沈若蘭欺壓[7]

## 相關書籍
- 〈叛亂犯的絕地大逃亡〉，《禁錮的青春，我的夢：高雄市政治受難者的故事2》，高雄：高雄市立歷史博物館、春暉出版社共同出版，2014年10月初版。
- 林樹枝（枝伯）著，《出土政治冤案 第一集增訂版》，板橋：小邱工作室美編，1992年8月30日初版一刷。
- 林樹枝（枝伯）著，《白色恐怖Ｘ檔案》，臺北：前衛出版社，1997年10月初版。

## 外部連結
- 遭到搆陷的楊金海叛亂案 （页面存档备份，存于）
- 馬非白，【被遺忘的歷史】遭刑求卻頑強不悔的楊金海 （页面存档备份，存于），想想論壇。